# Майн-Таунус (район)
Майн-Таунус (нім. Main-Taunus-Kreis) — район в Німеччині, в складі округу Дармштадт землі Гессен. Адміністративний центр — місто Гофгайм-ам-Таунус.

## Населення
Населення району становить 239 264 осіб (станом на 31 грудня 2020).

## Адміністративний поділ
Район поділяється на 3 громади (нім. Gemeinden) та 9 міст (нім. Städte):
| Міста (населення) | Громади (населення)                                                  |
| --- | -------------------------------------------------------------------- |
| 1. Бад-Зоден-ам-Таунус (22 871) 2. Гаттерсгайм-ам-Майн (27 747) 3. Гохгайм-ам-Майн (18 143) 4. Гофгайм-ам-Таунус (39 905) 5. Еппштайн (13 620) 6. Ешборн (21 641) 7. Келькгайм (29 162) 8. Флерсгайм-ам-Майн (21 695) 9. Швальбах-ам-Таунус (15 372) | 1. Зульцбах (9170) 2. Кріфтель (11 147) 3. Лідербах-ам-Таунус (8791) |

Дані про населення наведені станом на 31 грудня 2020.